# Geißhorn
Geißhorn är en bergstopp i Österrike, på gränsen till Tyskland. Den ligger i distriktet Bregenz och förbundslandet Vorarlberg, i den västra delen av landet. Toppen på Geißhorn är 2 366 meter över havet.
Trakten runt Geißhorn består i huvudsak av kala bergstoppar och gräsmarker. Över toppen går en vandringsled. Personer som vandrar behöver ha lite övning i klättring och de ska inte vara höjdrädda. På vägen till Mittelberg-Bödmen finns en ravin som är säkrad med kedjor.